# Ферреро, Пьетро (кондитер)
Пьетро Ферреро (итал. Pietro Ferrero; 2 сентября 1898, Фарильяно, Королевство Италия — 2 марта 1949, Альба, Пьемонт) — итальянский предприниматель, кондитер, основатель компании «Ferrero» («Ферреро»). Изобретатель шоколадно-ореховой пасты, в наши дни известной как Nutella.

## Биография
Пьетро Ферреро родился 2 сентября 1898 года в Фарильяно, деревне в Пьемонте, в крестьянской семье. Он был старшим сыном Микеле Ферреро и его жены Клары, урождённой Девалле. Семь лет спустя родился его брат Джованни, который позднее помогал Пьетро в развитии компании. 
В 1924 году Пьетро Ферреро женился на Пьере Силларио. 26 апреля 1925 года в Дольяни родился их сын Микеле. В 1926 году Пьетро Ферреро с женой и сыном переехал в город Альбу. Заработав денег в этом городе, Пьетро в 1934 году переехал в фешенебельный Турин, где в 1940 году открыл большую кондитерскую на улице Сен-Ансельмо. Несмотря на большое количество вложенных денег, бизнес прогорел, и Пьетро вернулся в Альбу, где открыл гораздо более скромную кондитерскую.  
Как и многие другие блюда, позднее обретшие широкую известность, Nutella была создана как продукт, адресованный бедным. В годы Второй мировой войны в Италии импортные какао-бобы, основное сырьё для производства какао, сильно подорожали, тогда как фундук (лесной орех) произрастал непосредственно в окрестностях города. По этой причине добавление фундука в шоколад сильно снижало стоимость продукта. Кроме того, Пьетро заметил, что рабочие местной фабрики, которые каждый день отправляются на смену мимо его лавки, весь день питаются самой простой, по итальянским меркам едой, такой, как хлеб, сыр и помидоры, так как не могут позволить себе приобрести продаваемые им кондитерские изделия. В результате, после четырёх лет экспериментов, Пьетро Ферреро в 1946 году, уже после окончания войны, запатентовал густую пасту из фундука и сливок, которая была упакована в фольгу, как плавленые сырки, и которую можно было резать ножом и намазывать на хлеб. Получившийся продукт стоил довольно дёшево — 600 лир за килограмм, против 3 000 лир за килограмм шоколада. Новая ореховая паста сразу же начала пользоваться спросом среди жителей Альбы, однако, вопреки ожиданиям Пьетро, сами рабочие не отказались от помидоров, а вместо этого приобретали новый продукт своим детям. 
В феврале 1946 года объём производства составлял три центнера в месяц, а к концу того же года достиг уже тысячи; количество сотрудников увеличилось от пяти или шести человек примерно до пятидесяти, а в следующем году достигло ста. Спрос на продукт вырос настолько, что кустарное производство стало невозможным. Первая фабрика была построена на земле, купленной несколькими годами ранее, в Альбе, на улице Виваро. 14 мая 1946 года, после регистрации в Торговой палате, было официальна основана компания «Ферреро». Именно в это время Пьетро привлёк к работе брата Джованни, а также начал обучать азам производства своего 12-летнего сына Микеле. 
В сентябре 1948 года вышедшая из берегов река Танаро затопила завод.  Это привело к огромным убыткам для семьи Ферреро, судьба компании висела на волоске. 2 марта 1949 года Пьетро Ферреро умер от сердечного приступа. Управление созданной им компанией взяли на себя его вдова, брат, и, наконец сын. Им удалось не только преодолеть последствия наводнения, но и основать несколько новых заводов, в конечном итоге превратив компанию Ферреро в одну из крупнейших кондитерских компаний в странах ЕС. По состоянию на 2022 год, сто процентов акций компании «Ферерро» остаются собственностью семьи Ферерро, состояние которой теперь составляет около 17 миллиардов долларов США.
В то же время, необходимо иметь в виду, что сладость типа шоколада из фундука и какао под названием джандуйя была известна в Пьемонте за полтора столетия до Ферреро. Крем для намазывания на хлеб на её основе, по некоторым данным, начали производить там же ещё в XIX веке. По этой причине иногда высказываются сомнения в приоритете членов семьи Ферреро. Однако, шквальный спрос на их продукцию, возникший в среде потребителей, которые и раньше были знакомы с джандуйей, всё же предполагал, что Пьетро Ферреро удалось внести в рецептуру важные усовершенствования.